# Pelophylax nigromaculatus
Pelophylax nigromaculatus е вид земноводно от семейство Водни жаби (Ranidae). Видът е почти застрашен от изчезване.

## Разпространение
Разпространен е в Китай, Русия, Северна Корея, Южна Корея и Япония.